# Patrick Côté
Patrick Côté, född 29 februari 1980 i Rimouski, är en kanadensisk före detta MMA-utövare som tävlade i organisationen Ultimate Fighting Championship.